# インドネシアの鉄道の車両番号
インドネシアの鉄道の車両番号では、インドネシア鉄道公社が保有する機関車、客車、貨車などの鉄道車両に個々に付与される記号番号の体系について記述する。

## 歴史
機関車、客車、貨車、事業用車を含む鉄道車両は、一般的に、関連のあるグループごとにそれを示唆する記号番号が与えられるのは知られている通りである。インドネシアの鉄道の車両番号体系は、インドネシアがオランダ領だった当時は、SS (国営鉄道)、NIS、SDS、SCSなどのオランダが設立したそれぞれの事業者のものを使用していた。後世において、その時代の機関車を識別する必要がある場合は、機関車のシリアルナンバーの前に所属会社の頭文字を付する (例: SS 1700) ことが鉄道趣味者の間では慣例になっている。1942年からの日本の軍政下で、蒸気機関車の番号付与体系が変更され、アメリカ鉄道協会が制定した車軸配置に従い、まず動軸の数をアルファベットで表すようになり、マレー式機関車のように動輪が前後で分かれている場合はアルファベットを複数使用（走り装置2軸の2組なら「BB」、3軸2組なら「CC」など）した。
この体系はインドネシアが独立したのちも機関車の形式に使用された。

## 現在
1986年ごろからは、旅客車についてはオランダ領当時からの番号付与体系が改められた。電車に例をとれば、KL3-87101のKLは電車、3は3等車 (エコノミー・クラス)、87は就役した年代 (1987年) のようにあらわされた。

さらに2010年からは鉄道車両の全車種に及ぶ改番がなされることになった。インドネシア運輸大臣令2010年第45号、鉄道車両番号の標準技術仕様によると、新しい記号番号は以下の4つの部分から成り立っている。
- 車両の種類
- 車両の分類
- 車両が運用を開始した年
- 車両のシリアルナンバー

## 車両の種類ごとの記号番号の体系

### 機関車
機関車の記号番号の様式は左から以下の通り。
- 動軸の数を表すアルファベット (例:Cは動軸3つを有する機関車)
- 機関車を分類するための3桁の数字

百の位は、電気機関車と機械式ディーゼル機関車が1、電気式ディーゼル機関車が2、液体式ディーゼル機関車が3、ハイブリッド機関車が4となる。十と一の位は00から始まり機関車の形式を示す。
- 運用を開始した年
- 同じ運用開始年のグループごとの2桁のシリアルナンバー

例: CC 204 08 03
CCは3動軸の台車2組を備える機関車であることを、204は電気式ディーゼル機関車の第04形式、あとは2008年に運用を開始したシリアルナンバー03であることを示している。

### 旅客車
旅客車の記号番号の様式は左から以下の通り。
- 車両の種類と等級

最初のアルファベットのKは客車、Mは食堂室と厨房を備えた車両、Pはディーゼル発電機を備えた車両、Bは荷物室を備えた車両を示し、それぞれを組み合わせて使用することができる (例:KP、MP、KMP、BPなど) 。続く数字は1がエクゼクティブ・クラス、2がビジネス・クラス、3がエコノミー・クラスを示している。
- 車両の動力

0は機関車に牽引される客車、1は電車 (KRL) 、2は電気式気動車 (KRDE) 、3は液体式気動車 (KRDH) を示す。
- 車両が運用または営業を開始した年
- 車両のシリアルナンバー

例: K1 0 02 01
K1 0は機関車に牽引されるエクゼクティブ・クラスの客車であることを、02は2002年に運用を開始した車両であることを、01はそのうちの01番目の車両であることを示している。

### 貨車
貨車の記号番号の様式は左から以下の通り。
- 車両の種類

GDは長物車 (旧PPCWやPKPKWなど) 、GBは無蓋車 (旧YYW、ZZOW、TTW、KKBWなど) 、GTは有蓋車とホッパー車 (旧GW、GGW、GRなど) 、GKはタンク車を示す。
- 許容荷重 (単位はトンで、2桁で表示する)
- 車両が運用または営業を開始した年
- 車両のシリアルナンバー

### 事業用車
事業用車の記号番号の様式は左から以下の通り。
- 車両の種類

SIは視察車、SNは救援車、SUは試験車、SEは操重車、SRは保線車両を示す。
- 車両の動力

0は機関車に牽引されるもの、1は電気動力で自走するもの、2は電気式ディーゼル動車、3は液体式ディーゼル動車を表す。
- 車両が運用または営業を開始した年
- 車両のシリアルナンバー

これらの記号番号の車体への表記には、黒地に白文字のサイズ140のArialフォントを用いることとなっている。